# Jens Andersen Clausager
Jens Andersen Clausager (født 18. oktober 1809 på gården Bjergbo, død 2. august 1885 på gården Clausager) var en dansk gårdejer og politiker.
Han var søn af Anders Jensen Bjergbo (1780-1865) og Margrethe Jensdatter (1782-1868). Clausager var gårdejer i Sædding ved Skjern og havde taget navn efter gården. Han støttede Bondevennerne og var medlem af Folketinget 1849-februar 1853, maj 1853-1854 og 1858-1861 for Ringkjøbing Amts 5. kreds (Skjernkredsen).
Ved valget i februar 1853 var han blevet besejret af amtsforvalter N.E. Krarup, som dog kun havde 6 stemmers overvægt. På grund af formfejl blev valget kasseret, og i næste omgang sejrede Clausager atter med stor overvægt. Så trak han sig tilbage et par år, i hvilke gårdmand Christen Christensen Sønderby, repræsenterede kredsen, men i 1858 mødte han atter frem og sad på tinge til 1861.
Efter sin tid i landspolitik sad han 1865-1871 i amtsrådet. 1867 fik han næringsbevis som møller.
Han var gift med Ane Katrine Madsdatter (1811-1896) og fader til Anders Jensen Clausager (1834-1928), der var medlem af Folke- og Landstinget, og Anders Bjergbo Clausager (1845-1926), der var medlem af Folketinget. Den ældste søn blev fra 1866 valgt i faderens gamle valgkreds, indtil han skiftede til Landstinget.
Hele hans familie:
- Anders Jensen Clausager (1834-1928)
- Mads Jensen Clausager (1836-1916)
- Margrethe Jensen (1838-?)
- Mariane Jensen (1840-1878)
- NN Jensen (1844-?)
- Anders Bjergbo Jensen Clausager (1845-1926)
- Dorthea Marie Jensen (1847-1935)